# 合原猪三郎
合原 猪三郎（ごうはら いさぶろう、文政10年2月24日（1827年3月21日）- 明治34年（1901年）4月1日）は、江戸幕末の武士・幕臣。

## 人物
外交面で活躍し、与力見習から大目付に異例の昇進を遂げた。官位は左衛門尉、伊勢守。諱は義適（よしまさ）、義直。号は櫟堂。

## 略歴
浦賀与力合原雄左衛門の次男として、浦賀で生まれる。兄は長崎海軍伝習所三期生で浦賀奉行所の与力、合原操蔵（義訓）。
嘉永2年（1849年）、浦賀奉行所与力見習となり、ペリー来航時に中島三郎助、香山栄左衛門らと共に応接係を務めている。
安政元年（1854年）、下田奉行与力見習に転任。安政2年（1855年）、同支配調役並出役となり、ハリスとの交渉に当たった。安政5年（1858年）、同支配調役並（切米50俵）を経て、外国奉行支配調役（150俵高）となり、御目見以上となる。
万延元年（1860年）、神奈川奉行支配調役（150俵高）に転任。同支配組頭（150俵高）を経て、文久3年7月21日（1863年9月3日）、神奈川奉行並(1000石高)に就任、家禄100俵に加増された。このとき井土ヶ谷事件が起こり、その捜査に当たっている。同年10月22日（12月2日）、二丸留守居（700俵高）に転任した。
元治元年7月25日（1864年8月26日）目付に進み、同年7月28日（8月29日）、諸大夫（左衛門尉）となった。同時にイギリスへの使者の辞令を受けているが、同年8月3日（9月3日）に免じられている。慶応元年（1865年）、長崎奉行並（1000石高）を経て、歩兵頭（2000石高）となった。慶応2年9月27日（1866年11月4日）、外国奉行（2000石高）となり、イギリス在留を命じられるが、同年12月15日（1867年1月20日）辞任している。慶応3年（1867年）に陸軍奉行並（3000石高）、慶応4年（1868年）に大目付と高官を歴任した。

## 維新後
明治維新後は新政府への出仕を断り、東京本郷竜岡町（東京都文京区湯島）に隠棲した。明治34年病没。墓所は染井墓地。